# Camazepam
Camazepamul este un medicament din clasa 1,4-benzodiazepinelor, fiind utilizat în tratamentul insomniei și al anxietății. Calea de administrare disponibilă este cea orală.
Prezintă efecte anxiolitice, hipnotice, anticonvulsivante și miorelaxante. Este un derivat carbamat al temazepamului.